# Таловеров, Максим Вадимович
Макси́м Вади́мович Талове́ров (укр. Максим Вадимович Таловєров; род. 28 июня 2000, Нальчик) — украинский футболист, защитник клуба «Сток Сити» и сборной Украины. Участник чемпионата Европы 2024.

## Биография

### Клубная карьера
Максим Таловеров родился 28 июня 2000 года в Нальчике в семье футболиста Вадима Таловерова, который в то время выступал там за местный «Спартак». Вскоре семья переехала в Донецк. Со школьного возраста начал обучение в футбольной академии донецкого «Шахтёра». В 2015—2016 играл за молодёжную команду клуба «Арсенал» (Киев). С 2016 по 2019 год был в составе молодёжных команд донецкого «Олимпика».
Весной 2019 года он присоединился к чешскому клубу «Динамо» из города Ческе-Будеёвице, где регулярно выходил на поле в матчах молодёжной лиги. В июле 2019 года он впервые попал в запас первой команды в матче чемпионата против пражской «Спарты», но шанс не получил. Осенью он отправился в аренду в «Спарту», но получил возможность играть только в составе молодёжной команды, которая выступала в третьей лиге. Дебютировал в третьей лиге 24 августа 2019 на поле «Бенешова», когда на 85-й минуте заменил Давида Лишку. К концу осенней части он регулярно выходил на поле в основном составе молодёжи.
В Первой лиге Таловеров дебютировал 31 мая 2020 года в матче 26-го тура чемпионата Чехии против команды «Богемианс 1905», заменив Давида Ледецки на 50-й минуте и на 76-й минуте сделал голевую передачу. После этого он начал регулярно играть в основном составе «Динамо» (Ческе-Будеёвице).
С 1 января 2022 стал игроком пражской «Славии». Договор Максима был рассчитан до 2026 года, он обошёлся пражанам в €500.000.
В июле 2022 года либерецкий «Слован» арендовал Таловерова сроком на один сезон. 1 февраля 2023 года Таловеров подписал контракт с клубом австрийской бундеслиги ЛАСК на правах аренды до конца сезона. 9 ноября 2023 года отметился дебютным голом в матче Лиги Европы УЕФА с «Юнионом» (3:0). Позже уже на правах полноценного контракта выступал за «ЛАСК».
В январе 2025 года стал игроком английского клуба «Плимут Аргайл», выступающего в Чемпионшипе, втором по значимости дивизионе в системе футбольных лиг Англии, подписав с клубом договор на три с половиной года. 1 марта 2025 года забил гол в ворота «Манчестер Сити» (1:3) в игре пятого раунда Кубка Англии по футболу.
В 2023 году Таловеров перешёл в «Сток Сити», подписав контракт на три года.

### Карьера в сборной
В июне 2023 года футболист отправился на молодёжный чемпионат Европы. Первый матч на турнире сыграл 21 июня 2023 года против сборной Хорватии. Вместе со сборной досрочно вышел в стадию плей-офф, выиграв первые 2 матча на групповом этапе. В четвертьфинальном матче 2 июля 2023 года победили сборную Франции и вышли в полуфинал чемпионата.
21 марта 2024 года дебютировал за национальную сборную Украины в отборочном матче Евро-2024 против сборной Боснии и Герцеговины (1:2).

## Достижения
Сборная Украины
- Бронзовый призёр молодёжного чемпионата Европы: 2023